# Jugazan
Jugazan est une commune du Sud-Ouest de la France, située dans le département de la Gironde, en région Nouvelle-Aquitaine.

## Géographie

### Localisation
La commune se trouve à 38 km à l'est-sud-est de Bordeaux, chef-lieu du département, à 21 km au sud-sud-est de Libourne, chef-lieu d'arrondissement et à 8,5 km au sud-sud-est de Branne, siège de la communauté de communes du Brannais.

### Communes limitrophes
Les communes limitrophes sont Rauzan au nord-est, Blasimon au sud-est, Lugasson au sud, Bellefond au sud-ouest et Naujan-et-Postiac au nord-ouest.
| Naujan-et-Postiac |          | Rauzan   |
|                   | Jugazan  |          |
| Bellefond         | Lugasson | Blasimon |

### Climat
Pour des articles plus généraux, voir Climat de la Nouvelle-Aquitaine et Climat de la Gironde.
Historiquement, la commune est exposée à un climat océanique aquitain.  
En 2020, Météo-France publie une typologie des climats de la France métropolitaine dans laquelle la commune est exposée à un climat océanique et est dans la région climatique  Aquitaine, Gascogne, caractérisée par une pluviométrie abondante au printemps, modérée en automne, un faible ensoleillement au printemps, un été chaud (19,5 °C), des vents faibles, des brouillards fréquents en automne et en hiver et des orages fréquents en été (15 à 20 jours).
Pour la période 1971-2000, la température annuelle moyenne est de 12,7 °C, avec une amplitude thermique annuelle de 14,7 °C. Le cumul annuel moyen de précipitations est de 814 mm, avec 11,8 jours de précipitations en janvier et 6,6 jours en juillet. Pour la période 1991-2020, la température moyenne annuelle observée sur la station météorologique la plus proche, située sur la commune de Talence à 11 km à vol d'oiseau, est de 14,3 °C et le cumul annuel moyen de précipitations est de 884,0 mm,. Pour l'avenir, les paramètres climatiques de la commune estimés pour 2050 selon différents scénarios d’émission de gaz à effet de serre sont consultables sur un site dédié publié par Météo-France en novembre 2022.

## Urbanisme

### Typologie
Au 1er janvier 2024, Jugazan est catégorisée commune rurale à habitat dispersé, selon la nouvelle grille communale de densité à sept niveaux définie par l'Insee en 2022.
Elle est située hors unité urbaine. Par ailleurs la commune fait partie de l'aire d'attraction de Bordeaux, dont elle est une commune de la couronne,. Cette aire, qui regroupe 275 communes, est catégorisée dans les aires de 700 000 habitants ou plus (hors Paris),.

### Occupation des sols

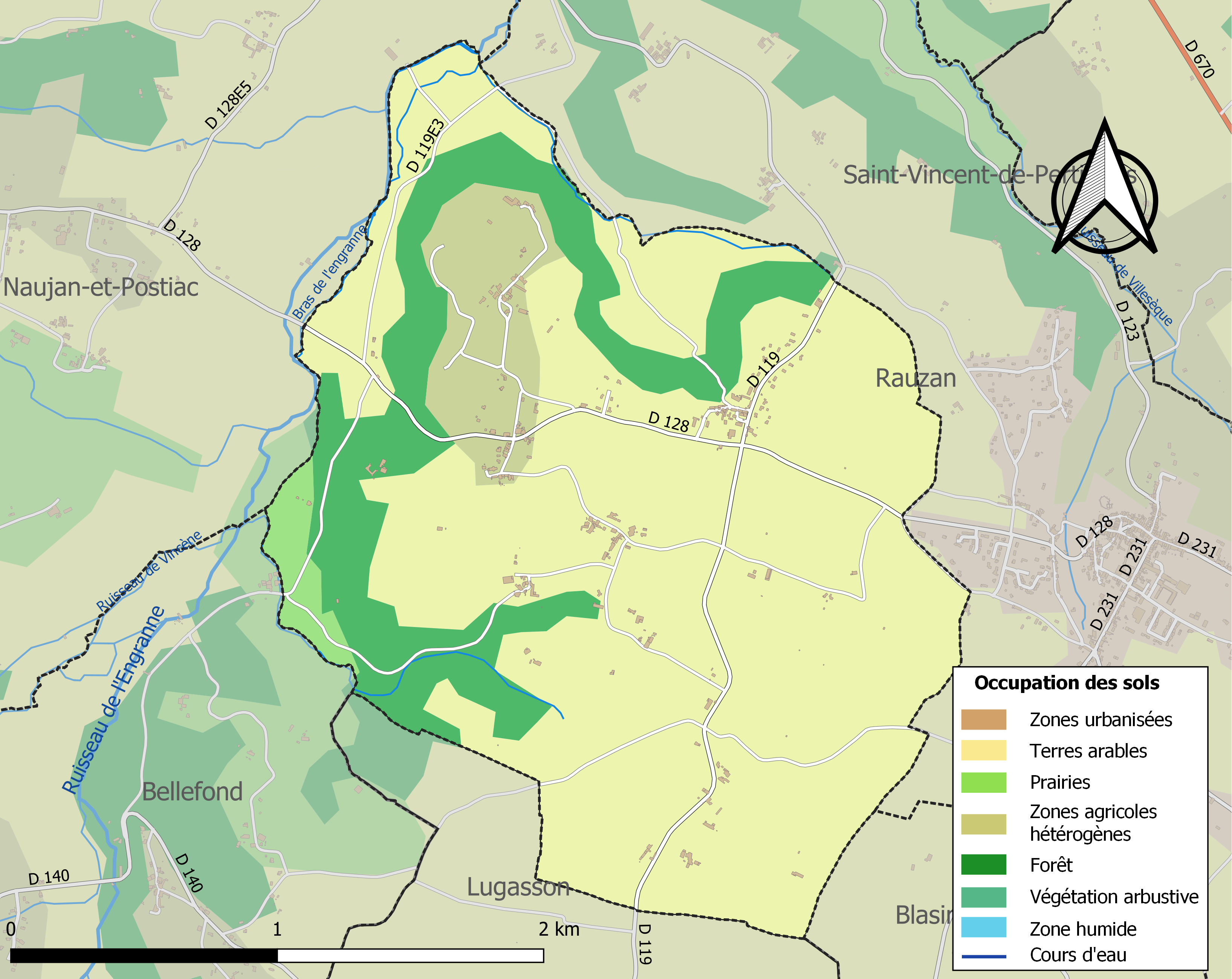
Carte des infrastructures et de l'occupation des sols de la commune en 2018 (CLC).

L'occupation des sols de la commune, telle qu'elle ressort de la base de données européenne d’occupation biophysique des sols Corine Land Cover (CLC), est marquée par l'importance des territoires agricoles (82,9 % en 2018), une proportion sensiblement équivalente à celle de 1990 (82,8 %). La répartition détaillée en 2018 est la suivante : 
cultures permanentes (63,9 %), forêts (17,1 %), terres arables (9,3 %), zones agricoles hétérogènes (7,4 %), prairies (2,3 %). L'évolution de l’occupation des sols de la commune et de ses infrastructures peut être observée sur les différentes représentations cartographiques du territoire : la carte de Cassini (XVIIIe siècle), la carte d'état-major (1820-1866) et les cartes ou photos aériennes de l'IGN pour la période actuelle (1950 à aujourd'hui).

### Voies de communication et transports
La principale voie de communication routière est la route départementale D128 qui traverse le village et mène vers l'est à Rauzan et vers le nord-ouest à Naujan-et-Postiac. L'est du territoire communal est traversé, au lieu-dit Labrie, par la route départementale D119 qui mène vers le nord à Saint-Jean-de-Blaignac et vers le sud à Lugasson.
L'accès à l'autoroute A62 (Bordeaux-Toulouse) le plus proche est le no 3, dit de Langon, qui se situe à 33 km vers le sud-sud-ouest.

L'accès no 1, dit de Bazas, à l'autoroute A65 (Langon-Pau) se situe à 45 km vers le sud.

L'accès le plus proche à l'autoroute A89 (Bordeaux-Lyon) est celui de l'échangeur autoroutier avec la route nationale 89 qui se situe à 19 km vers le nord-ouest.
La gare SNCF la plus proche est celle, distante de 21 km par la route vers le nord-ouest, de Libourne sur la ligne TGV Atlantique Paris - Bordeaux, la ligne Intercités ligne Lyon - Bordeaux et le réseau TER Nouvelle-Aquitaine.

### Risques majeurs
Le territoire de la commune de Jugazan est vulnérable à différents aléas naturels : météorologiques (tempête, orage, neige, grand froid, canicule ou sécheresse), inondations, mouvements de terrains et séisme (sismicité très faible). Il est également exposé à un risque technologique, la rupture d'un barrage. Un site publié par le BRGM permet d'évaluer simplement et rapidement les risques d'un bien localisé soit par son adresse soit par le numéro de sa parcelle.

#### Risques naturels
La commune a été reconnue en état de catastrophe naturelle au titre des dommages causés par les inondations et coulées de boue survenues en 1982, 1983, 1999 et 2009,.
Les mouvements de terrains susceptibles de se produire sur la commune sont des affaissements et effondrements liés aux cavités souterraines (hors mines) et des tassements différentiels. Par ailleurs, afin de mieux appréhender le risque d’affaissement de terrain, l'inventaire national des cavités souterraines permet de localiser celles situées sur la commune.

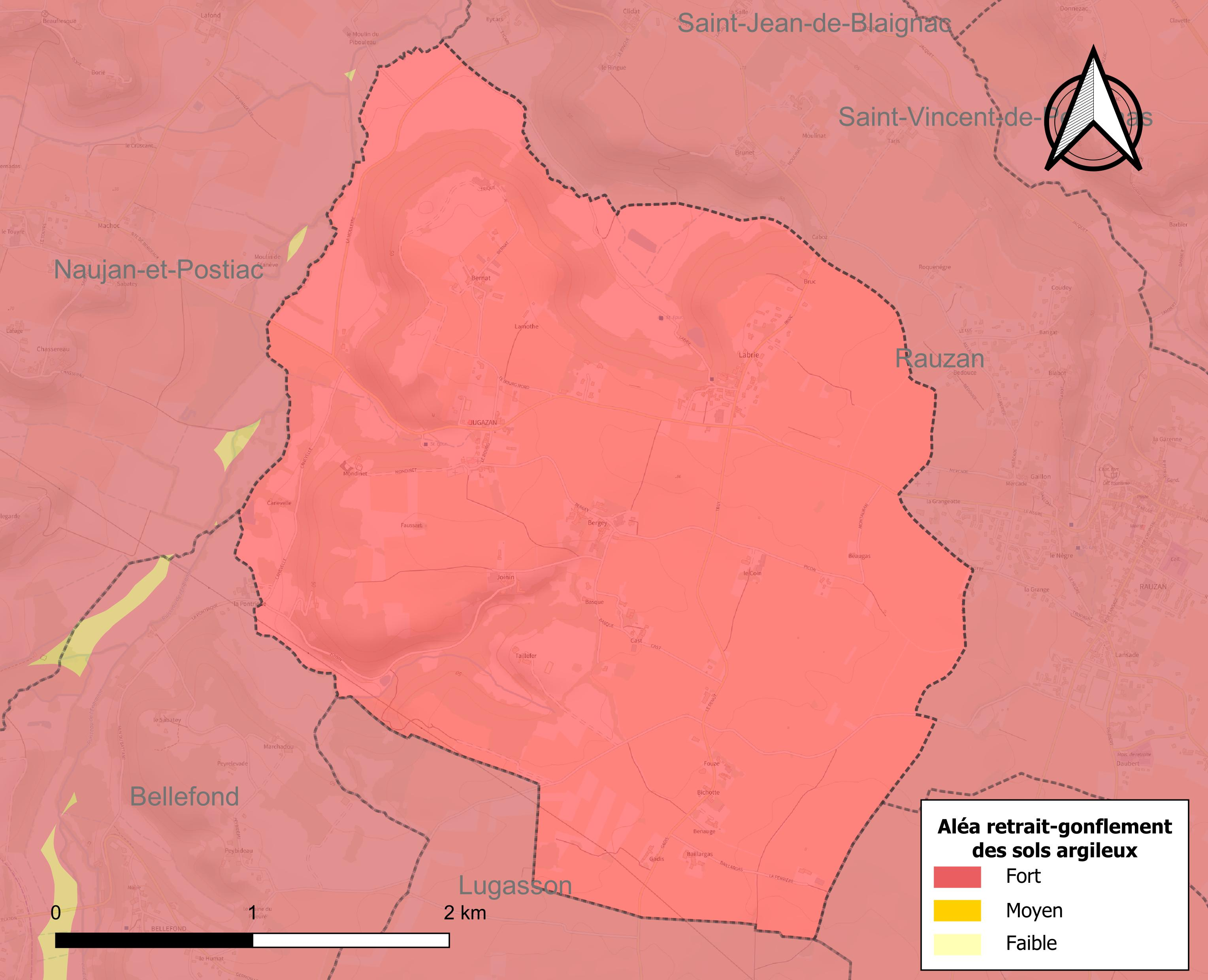
Carte des zones d'aléa retrait-gonflement des sols argileux de Jugazan.

Le retrait-gonflement des sols argileux est susceptible d'engendrer des dommages importants aux bâtiments en cas d’alternance de périodes de sécheresse et de pluie. La totalité de la commune est en aléa moyen ou fort (67,4 % au niveau départemental et 48,5 % au niveau national). Sur les 152 bâtiments dénombrés sur la commune en 2019, 152 sont en aléa moyen ou fort, soit 100 %, à comparer aux 84 % au niveau départemental et 54 % au niveau national. Une cartographie de l'exposition du territoire national au retrait gonflement des sols argileux est disponible sur le site du BRGM,.
Par ailleurs, afin de mieux appréhender le risque d’affaissement de terrain, l'inventaire national des cavités souterraines permet de localiser celles situées sur la commune.
Concernant les mouvements de terrains, la commune a été reconnue en état de catastrophe naturelle au titre des dommages causés par la sécheresse en 1994 et par des mouvements de terrain en 1999.

#### Risques technologiques
La commune est en outre située en aval du  barrage de Bort-les-Orgues, un ouvrage sur la Dordogne de classe A soumis à PPI, disposant d'une retenue de 477 millions de mètres cubes. À ce titre elle est susceptible d’être touchée par l’onde de submersion consécutive à la rupture de cet ouvrage.

## Toponymie
Le nom de la commune provient peut-être du patronyme romain Jucundius ou de la contraction du mot latin jugum qui désigne une « cime » ou un « plateau » et du verbe latin ascendo, ascendare qui signifie « gravir ».
La commune est appelée Jugasan en gascon.

## Histoire
À la Révolution, la paroisse Saint-Martin de Jugazan forme la commune de Jugazan.

## Politique et administration
| Période                                  | Période  | Identité            | Étiquette | Qualité                                                 |
| ---------------------------------------- | -------- | ------------------- | --------- | ------------------------------------------------------- |
| avant 1988                               | ?        | André Mallemanche   |           |                                                         |
| mars 2001                                | En cours | François Falgueyret | UMP-LR    | Viticulteur, président de la CC du Brannais (2008-2014) |
| Les données manquantes sont à compléter. |          |                     |           |                                                         |

## Démographie
Les habitants sont appelés les Jugazannais.
| 1793 | 1800 | 1806 | 1821 | 1831 | 1836 | 1841 | 1846 | 1851 |
| ---- | ---- | ---- | ---- | ---- | ---- | ---- | ---- | ---- |
| 95   | 349  | 366  | 319  | 365  | 335  | 325  | 281  | 301  |

| 1856 | 1861 | 1866 | 1872 | 1876 | 1881 | 1886 | 1891 | 1896 |
| ---- | ---- | ---- | ---- | ---- | ---- | ---- | ---- | ---- |
| 314  | 320  | 287  | 307  | 282  | 320  | 308  | 270  | 296  |

| 1901 | 1906 | 1911 | 1921 | 1926 | 1931 | 1936 | 1946 | 1954 |
| ---- | ---- | ---- | ---- | ---- | ---- | ---- | ---- | ---- |
| 308  | 312  | 313  | 290  | 299  | 290  | 278  | 255  | 286  |

| 1962 | 1968 | 1975 | 1982 | 1990 | 1999 | 2005 | 2006 | 2010 |
| ---- | ---- | ---- | ---- | ---- | ---- | ---- | ---- | ---- |
| 274  | 279  | 238  | 209  | 218  | 219  | 257  | 258  | 282  |

| 2015 | 2020 | 2022 | - | - | - | - | - | - |
| ---- | ---- | ---- | - | - | - | - | - | - |
| 293  | 275  | 273  | - | - | - | - | - | - |

## Lieux et monuments
- Église Saint-Martin inscrite au titre des monuments historiques en 1966[33].
- Dolmen de Curton inscrit au titre des monuments historiques en 1995[34].
- Circuit communal balisé de 9 km.

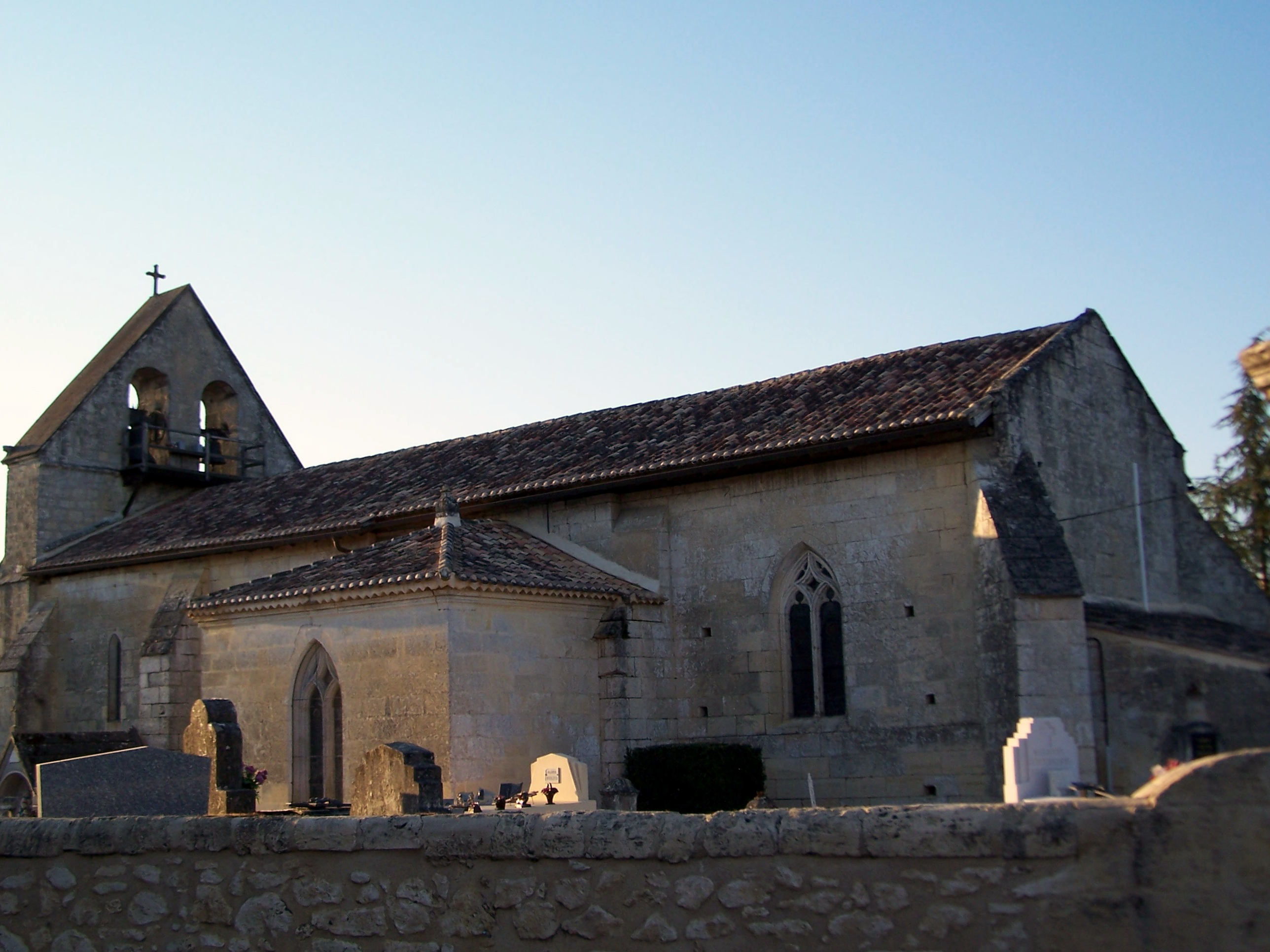
L'église Saint-Martin (oct. 2012)
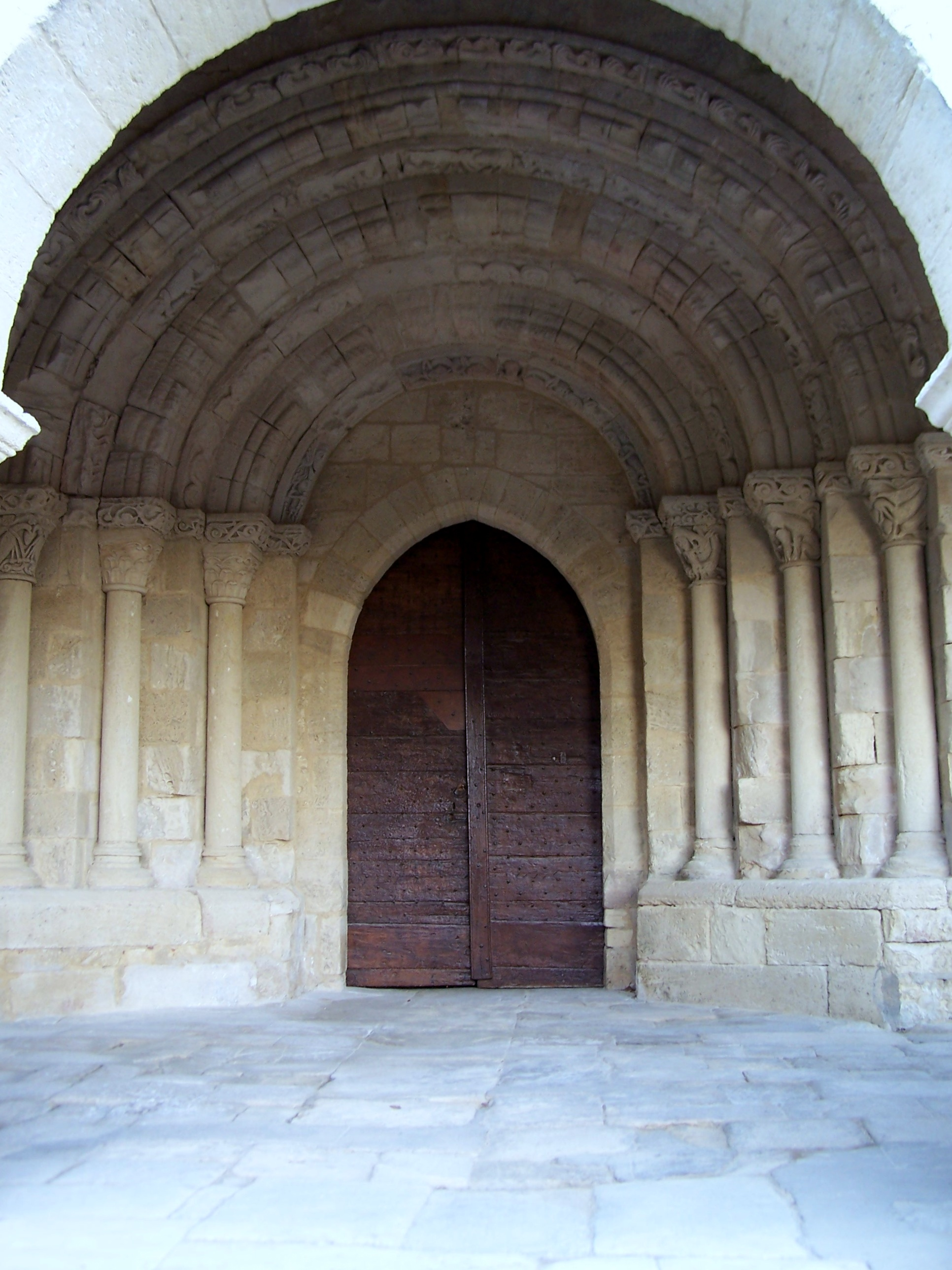
Le porche de l'église (oct. 2012)
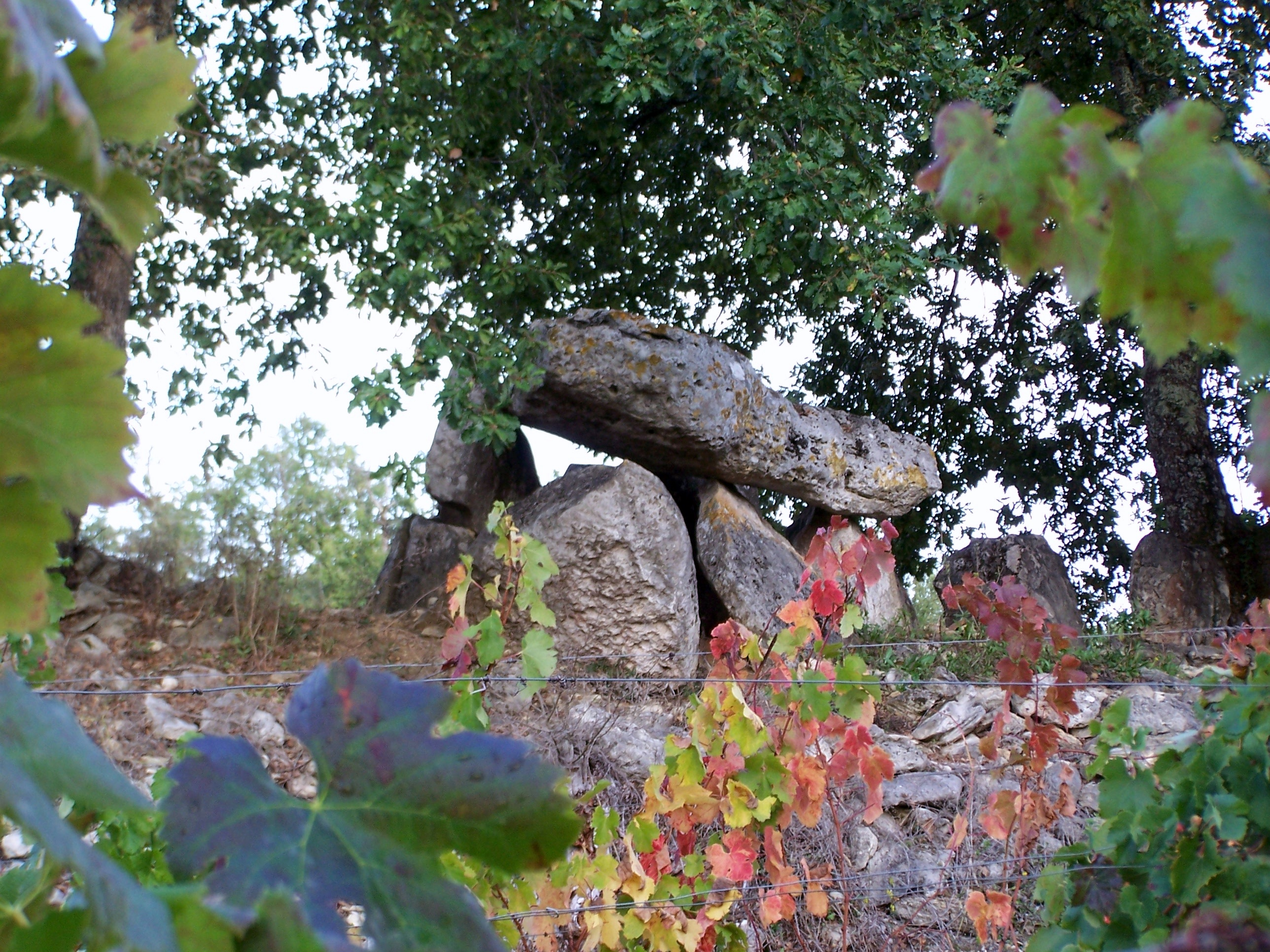
Le dolmen de Curton (oct. 2012)
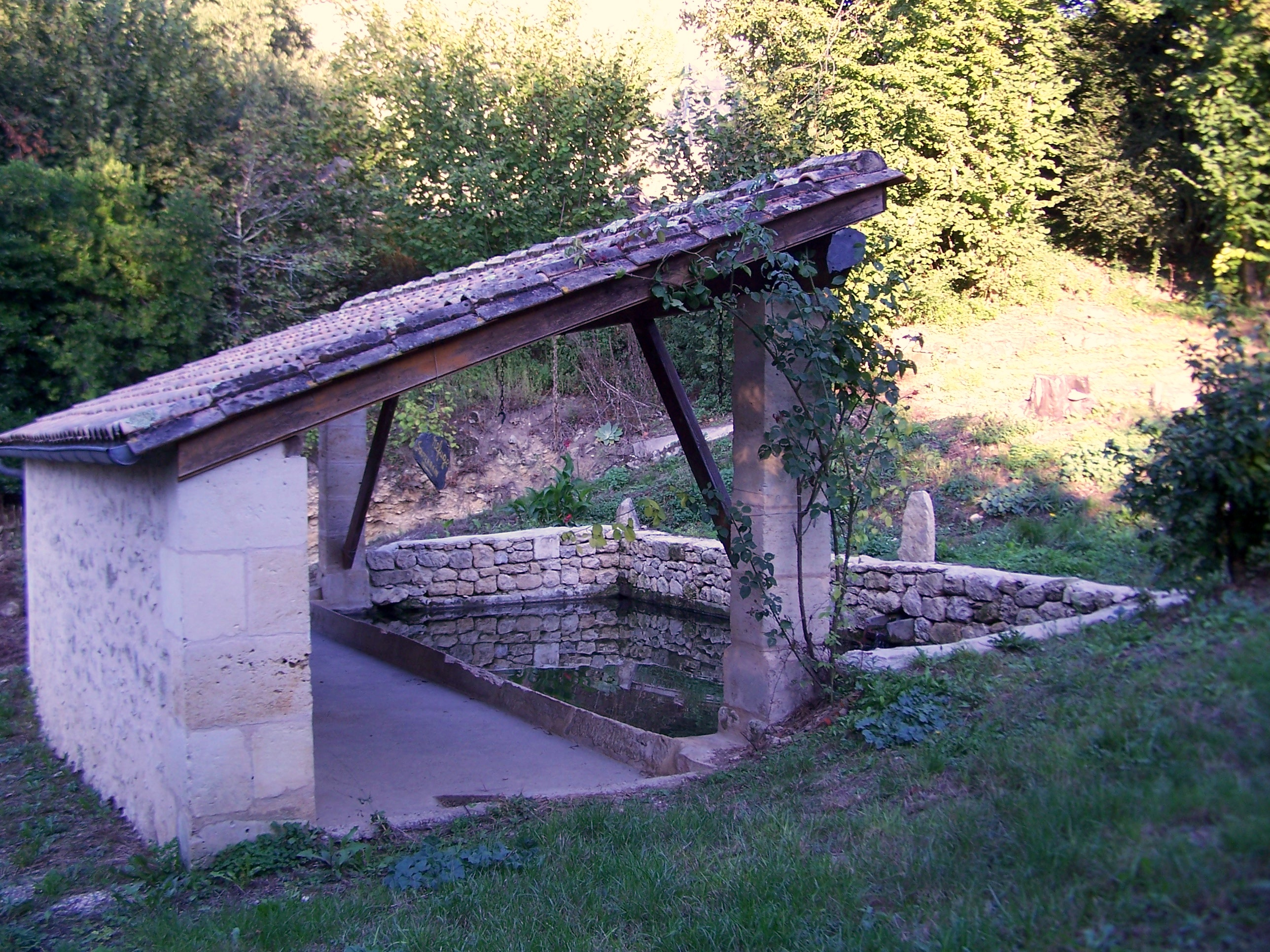
Lavoir au lieu-dit Labrie (oct. 2012)
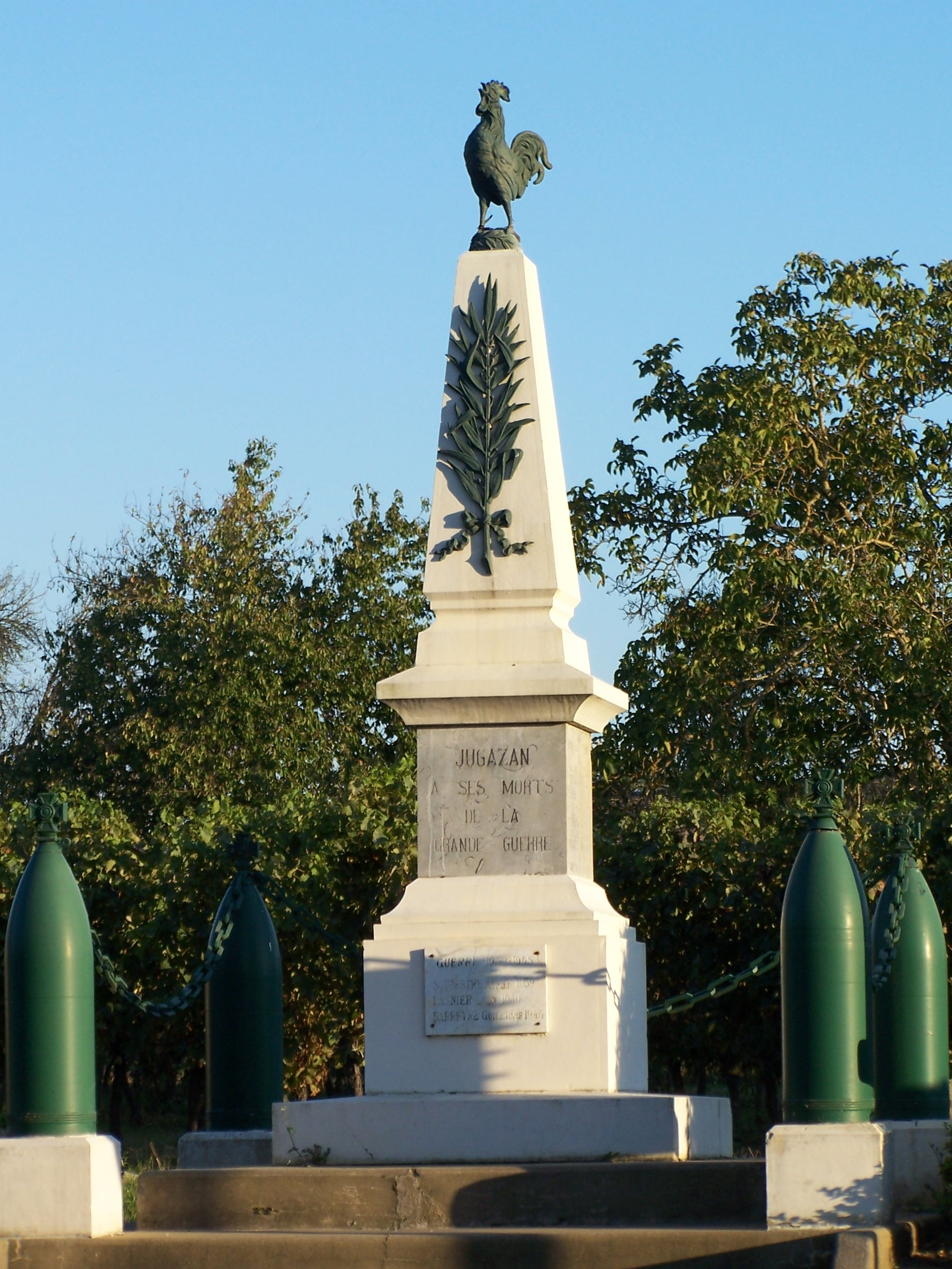
Le monument aux morts (oct. 2012)

## Personnalités liées à la commune
- Paul Saint-Martin, décédé dans la commune en 1951